# Copa Gastón Michaud 1963
En 1963 se organizó el trigésimo torneo de copa en Costa Rica con formato de pentagonal. Los equipos participantes fueron: Deportivo Saprissa, Liga Deportiva Alajuelense, Club Sport Herediano, Club Sport Cartaginés y Orión F.C.. El trofeo se denominó Copa Gastón Michaud el cual fue ganado por los cartagineses de manera invicta (obteniendo su primer cetro de copa) y el subcampeón fue el equipo saprissista. 
Este torneo se realizó con el fin de apoyar a la Selección Nacional en los gastos por el I Campeonato de Naciones de la Concacaf de 1963, la federación acoge la iniciativa de la Dirección General de Deportes y organiza una serie
pentagonal, fueron cuatro encuentros para cada equipo realizados en el estadio capitalino.
El técnico campeón fue Rogelio Rojas del Cartaginés, y los goleadores del certamen fueron René Rodríguez de Alajuelense y Rigoberto Rojas de Saprissa con tres goles.

## Resultados
| Equipo      | Pts | PJ | PG | PE | PP | GF | GC | DG |
| ----------- | --- | -- | -- | -- | -- | -- | -- | -- |
| Cartaginés  | 8   | 4  | 4  | 0  | 0  | 7  | 1  | 6  |
| Saprissa    | 4   | 4  | 2  | 0  | 2  | 6  | 4  | 2  |
| Alajuelense | 4   | 4  | 2  | 0  | 2  | 5  | 5  | 0  |
| Herediano   | 2   | 4  | 1  | 0  | 3  | 3  | 6  | -3 |
| Orión       | 2   | 4  | 1  | 0  | 3  | 4  | 9  | -5 |

| 30 de enero de 1963 | Orión | 0:2 (0:2) | Herediano                   | Estadio Nacional, San José |                          |
|                     |       |           | Morales 33' · Rodríguez 37' | Árbitro(s): Martín Araya   | Árbitro(s): Martín Araya |

| 30 de enero de 1963 | Alajuelense   | 1:2 (1:2) | Cartaginés            | Estadio Nacional, San José              |                                         |
|                     | Rodríguez 18' |           | Coto 8' · Córdoba 10' | Árbitro(s): Luis Paulino Siles Calderón | Árbitro(s): Luis Paulino Siles Calderón |

| 1 de febrero de 1963 | Cartaginés               | 2:0 (0:0) | Orión | Estadio Nacional, San José |                    |
|                      | Coto 53' · Hernández 55' |           |       | Árbitro(s): Cartín         | Árbitro(s): Cartín |

| 1 de febrero de 1963 | Saprissa                | 2:1 (1:0) | Herediano | Estadio Nacional, San José    |                               |
|                      | Rojas 44' · Vásquez 46' |           | Marín 88' | Árbitro(s): Carlos Luis Monge | Árbitro(s): Carlos Luis Monge |

| 4 de febrero de 1963 | Orión              | 1:4 (1:2) | Saprissa                               | Estadio Nacional, San José  |                             |
|                      | Carboni 40' (pen.) |           | Rojas 11', 25' · Marín ?' · Quirós 80' | Árbitro(s): Guillermo Umaña | Árbitro(s): Guillermo Umaña |

| 4 de febrero de 1963 | Herediano | 0:2 (0:1) | Alajuelense                 | Estadio Nacional, San José    |                               |
|                      |           |           | Daniels 40' · Rodríguez 89' | Árbitro(s): Carlos Luis Monge | Árbitro(s): Carlos Luis Monge |

| 6 de febrero de 1963 | Alajuelense | 1:3 (1:2) | Orión                        | Estadio Nacional, San José |                    |
|                      | Daniels 18' |           | Morales 7', ?' · Aguilar 59' | Árbitro(s): Molina         | Árbitro(s): Molina |

| 6 de febrero de 1963 | Saprissa | 0:1 (0:0) | Cartaginés           | Estadio Nacional, San José   |                              |
|                      |          |           | Hernández 55' (pen.) | Árbitro(s): Valentin Andrade | Árbitro(s): Valentin Andrade |

| 10 de febrero de 1963 | Alajuelense   | 1:0 (1:0) | Saprissa | Estadio Nacional, San José |                            |
|                       | Rodríguez 34' |           |          | Árbitro(s): Alfonso Segura | Árbitro(s): Alfonso Segura |

| 10 de febrero de 1963 | Cartaginés      | 2:0 (1:0) | Herediano | Estadio Nacional, San José  |                             |
|                       | Gordon 25', 54' |           |           | Árbitro(s): Juan Soto París | Árbitro(s): Juan Soto París |

|                       |
| Club Sport Cartaginés |
| 1° título             |

| Predecesor: Copa ASOFUTBOL 1961 | Torneo de Copa Copa Gastón Michaud 1963 | Sucesor: Copa Presidente 1963 |